# Team Vitality
Team Vitality — французька кіберспортивна організація, заснована в серпні 2013 року Фаб'єном Девайдом та Ніколя Морером. Також у них є кілька професійних команд та творців контенту з усієї Європи та Індії.

## CS:GO
Перший склад по Counter-Strike: Global Offensive було зібрано у жовтні 2018 року. До нього увійшли ветерани змагальної сцени NBK, Happy, RpK, apEX, які виграли не один чемпіонат, а також молодий талант ZywOo. Разом із п'ятіркою виконавців був підписаний і тренер, яким став faculty.
За місяць після підписання, у листопаді 2018, Vitality виграють DreamHack Open Atlanta 2018. Ще через місяць французи посідають друге місце на LOOT.BET Cup#3. Однак позитивний початок швидко був затьмарений виступом на закритих кваліфікаціях Europe Minor Championship – Katowice 2019. Там Vitality посіли 5-8 місце.
Початок 2019 року виявився для Vitality досить «хаотичним». У січні команда посідає 1-4 місце на ESEA Season 29: Premier Relegation – Europe і друге місце на Europe Minor Championship – Katowice 2019, як того ж місяця зазнає поразки у відкритих кваліфікаціях до Intel Extreme Masters XIV – Sydney: European Open Qualifier.
У вересні Vitality знову чекає на серйозне випробування – StarLadder Berlin Major 2019. На початку справи у французів не складаються, проте в результаті вдається пробитися у плей-офф. Однак там колективу не вдалося виявити себе, а результатом стало 5-8 місце.
Після виступу на Берлінському Major-турнірі, NBK- йде на лаву запасних, а його місце в основі займає shox.
Після заміни гравця посідає 2-е місце на DreamHack Masters Malmo 2019 у жовтні, проте далі йде ряд провалів: у тому ж місяці посідають 7-8-е місце на StarSeries & i-League CS:GO Season 8 та 13-е місце на Esports Championship Series Season 8 – Europe.
В жовтні 2020 року Vitality посіли друге місце на DreamHack Open Fall 2020 та перемогли на BLAST Premier: Fall 2020 Regular Season. У листопаді Vitality знову стали чемпіонами великого турніру. Ним став Intel Extreme Masters XV Beijing Online: Europe, у фіналі якого обіграли NaVi на 5 картах.
В 2022 році перемогли в ESL Pro League Season 16, перегравши в фіналі Team Liquid. ZywOo отримав нагороду MVP.
В 2023 роцi виграють Blast Paris Major, в якому ZywOo стає MVP.

## Counter-Strike 2
ZywOo визнаний найкращим гравцем BLAST Premier Spring Groups 2023 за версією організаторів.
На Blast Paris Major 2023 команда Team Vitality завоювала свій перший титул.
11 жовтня 2023 року zonic покинув команду,  а через два дні його замінив Rémy «⁠XTQZZZ⁠» Quoniam,  який раніше тренував команду з грудня 2018 року по грудень 2021 року.
Робін «ropz» Кул приєднався до команди 10 січня 2025 року після відсторонення Лотана «Spinx» Гіладі  на тлі повідомлень про те, що Vitality дозволила Spinx розглянути інші варіанти . Всього через місяць після приходу ropz команда виграла IEM Katowice 2025, перший IEM Katowice для організації  і другий для ropz після перемоги FaZe Clan у 2022 році ; за ним послідували ESL Pro League Season 21 ; BLAST Open Lisbon  та IEM Melbourne 2025.
З перемогою в Мельбурні Team Vitality виграла 4 турніри ESL за 10 послідовних турнірів (IEM Cologne 2024, IEM Katowice 2025, ESL Pro League Season 21, IEM Melbourne 2025) і забезпечила собі п'ятий ESL Grand Slam (раніше Intel Grand Slam). Vitality продовжила свою серію перемог на BLAST Rivals 2025 Season 1  та IEM Dallas 2025, збільшивши свою серію перемог у LAN до 30 матчів.  Vitality виграла Austin Major 2025. 
23 червня 2025 року за результатами чотирьох днів плей-оф у «Moody Center» в Остіні (штат Техас, США) Team Vitality стала найкращою командою з Counter-Strike 2 на планеті. Зустрівшись із The MongolZ у ґранд-фіналі. Vitality продовжили своє домінування на професійній сцені CS, здобувши сьомий трофей за п’ять місяців. 

## Основний склад
| Країна          | Нік            | Повне ім'я      |
| Основний склад  | Основний склад | Основний склад  |
| --------------- | -------------- | --------------- |
| Франція         | apEX           | Ден Мадесклер   |
| Франція         | ZywOo          | Матьє Ербо      |
| Велика Британія | mezii          | Уiльям Меррiман |
| Ізраїль         | flameZ         | Шахар Шушан     |
| 🇪🇪              | ropz           | Робін Кул       |
| Тренер          |                |                 |
| Франція         | XTQZZZ         | Rémy Quoniam    |